# Sougné-Remouchamps
Sougné-Remouchamps (wa. Soûgné-Rmoûtchamp) – dzielnica (section) gminy Aywaille w Belgii, w Regionie Walońskim, w prowincji Liège, w okręgu Liège. 1 stycznia 2020 roku liczyła 4379 mieszkańców. Do 31 grudnia 1976 r. samodzielna gmina. Powstała 17 listopada 1919 w wyniku połączenia gminy Sougné z gminą Remouchamps.

## Demografia
Liczba mieszkańców, stan na 1 stycznia:
| Rok                | 1930 | 1947 | 1961 | 2020 |
| ------------------ | ---- | ---- | ---- | ---- |
| Liczba mieszkańców | 2300 | 2261 | 2223 | 4379 |